# Tablica ADR
Tablica ADR – pomarańczowa odblaskowa tablica informacyjna, umieszczona na pojazdach przewożących substancje niebezpieczne. Zawiera dwa numery rozpoznawcze przewożonej substancji. Obowiązuje w transporcie drogowym w krajach objętych umową ADR.

## Oznaczenia
Na tablicach ADR znajdują się dwa oznaczenia w formie liczbowej:
- numer rozpoznawczy niebezpieczeństwa (HIN) – dwie lub trzy cyfry (w liczniku),
- numer rozpoznawczy materiału (UN) – cztery cyfry (w mianowniku).

Tablica z umieszczonymi na niej numerami rozpoznawczymi stosowana jest przy przewozach materiałów niebezpiecznych w cysternach lub luzem. Przy przewozach w tzw. sztukach przesyłki stosowane są tablice pomarańczowe bez numerów rozpoznawczych.
Wymiar standardowy tablicy to 40×30 cm.

## Lista oznaczeń

Przykładowa tablica ADR do oznaczenia transportu benzyny

| Cyfra | Znaczenie |
| ----- | --- |
| 2     | emisja gazu spowodowana ciśnieniem lub reakcją chemiczną                                                                                       |
| 3     | zapalność cieczy (par) i gazów |
| 4     | zapalność materiałów stałych |
| 5     | działanie utleniające (podtrzymujące palenie)                                                                                                  |
| 6     | działanie trujące |
| 7     | działanie promieniotwórcze |
| 8     | działanie żrące |
| 9     | jako pierwsza cyfra: zagrożenie dla środowiska; różne niebezpieczne substancje Jako 2. lub 3. cyfra: zagrożenie samorzutną i gwałtowną reakcją |
| 0     | brak dodatkowego zagrożenia |

| Numer | Znaczenie |
| ----- | --- |
| 20    | gaz duszący lub niestwarzający dodatkowego zagrożenia |
| 22    | gaz skroplony schłodzony, duszący |
| 223   | gaz skroplony schłodzony palny |
| 225   | gaz skroplony schłodzony utleniający (podtrzymujący palenie) |
| 23    | gaz palny |
| 238   | gaz palny. żrący |
| 239   | gaz palny mogący powodować samorzutną i gwałtowną reakcję |
| 25    | gaz utleniający (podtrzymujący palenie) |
| 26    | gaz trujący |
| 263   | gaz trujący, palny |
| 265   | gaz trujący i utleniający (podtrzymujący palenie) |
| 266   | gaz silnie trujący |
| 268   | gaz trujący i żrący |
| 286   | gaz żrący i trujący |
| 28    | gaz żrący |
| 30    | ciecz zapalna (temp. zapłonu od 23 °C do 100 °C) |
| 33    | ciecz łatwo zapalna (temp. zapłonu niższa od 23 °C) |
| 323   | materiał ciekły zapalny, reagujący z wodą, wydzielający gazy palne                                                                                               |
| X323  | materiał ciekły zapalny, reagujący niebezpiecznie z wodą, wydzielający gazy palne                                                                                |
| 333   | ciecz samozapalna |
| X333  | ciecz samozapalna reagująca niebezpiecznie z wodą |
| 336   | ciecz łatwo zapalna i trująca |
| 338   | ciecz łatwo zapalna i żrąca |
| X338  | ciecz łatwo zapalna i żrąca reagująca niebezpiecznie z wodą |
| 339   | ciecz łatwo zapalna mogąca powodować samorzutną i gwałtowną reakcję                                                                                              |
| 39    | ciecz zapalna mogąca powodować samorzutną i gwałtowną reakcję |
| 40    | materiał stały zapalny |
| X423  | materiał stały zapalny reagujący niebezpiecznie z wodą, wydzielający gaz zapalny                                                                                 |
| 44    | materiał stały zapalny, w podwyższonej temp., znajdujący się w stanie stopionym                                                                                  |
| 446   | materiał stały zapalny i trujący, w podwyższonej temp., znajdujący się w stanie stopionym                                                                        |
| 46    | materiał stały zapalny i trujący |
| 50    | materiał utleniający (podtrzymujący palenie) |
| 539   | nadtlenek organiczny zapalny |
| 558   | materiał silnie utleniający (podtrzymujący palenie) i żrący |
| 559   | materiał silnie utleniający (podtrzymujący palenie) mogący powodować samorzutną i gwałtowną reakcję                                                              |
| 589   | materiał utleniający (podtrzymujący palenie) i żrący mogący powodować samorzutną i gwałtowną reakcję                                                             |
| 60    | materiał trujący lub szkodliwy |
| 606   | materiał zakaźny |
| 63    | materiał trujący lub szkodliwy i zapalny (temp. zapłonu od 21 °C do 55 °C)                                                                                       |
| 638   | materiał trujący lub szkodliwy oraz zapalny (temp. zapłonu od 21 °C do 55 °C) i żrący                                                                            |
| 66    | materiał silnie trujący |
| 663   | materiał silnie trujący i zapalny (temp. zapłonu nie wyższa niż 55 °C)                                                                                           |
| 68    | materiał trujący lub szkodliwy i żrący |
| 69    | materiał trujący lub szkodliwy mogący powodować samorzutną i gwałtowną reakcję                                                                                   |
| 76    | materiał radioaktywny i trujący lub szkodliwy |
| 78    | materiał radioaktywny i żrący |
| 80    | materiał żrący lub wykazujący mniejszy stopień działania żrącego                                                                                                 |
| X80   | materiał żrący lub wykazujący mniejszy stopień działania żrącego, reagujący niebezpiecznie z wodą                                                                |
| 83    | materiał żrący lub wykazujący mniejszy stopień działania żrącego oraz zapalny (temp. zapłonu od 21 °C do 55 °C)                                                  |
| 839   | materiał żrący lub wykazujący mniejszy stopień działania żrącego oraz zapalny (temp. zapłonu od 21 °C do 55 °C), mogący powodować samorzutną i gwałtowną reakcję |
| 85    | materiał żrący lub wykazujący mniejszy stopień działania żrącego oraz utleniający (podtrzymujący palenie)                                                        |
| 856   | materiał żrący lub wykazujący mniejszy stopień działania żrącego oraz utleniający (podtrzymujący palenie) i trujący                                              |
| 86    | materiał żrący lub wykazujący mniejszy stopień działania żrącego oraz trujący                                                                                    |
| 88    | materiał silnie żrący |
| X88   | materiał silnie żrący, reagujący niebezpiecznie z woda |
| 883   | materiał silnie żrący i zapalny (temp. zapłonu od 21 °C do 55 °C)                                                                                                |
| 885   | materiał silnie żrący i utleniający (podtrzymujący palenie) |
| 886   | materiał silnie żrący i trujący |
| X886  | materiał silnie żrący i trujący, reagujący niebezpiecznie z wodą                                                                                                 |
| 89    | materiał żrący lub wykazujący mniejszy stopień działania żrącego, mogący powodować samorzutną i gwałtowną reakcję                                                |
| 90    | materiał zagrażający środowisku, różne materiały niebezpieczne                                                                                                   |
| 99    | różne materiały niebezpieczne przewożone w podwyższonej temperaturze                                                                                             |

| Numer       | Znaczenie |
| ----------- | --- |
| 1001        | Acetylen rozpuszczony |
| 1002        | Powietrze sprężone |
| 1003        | Powietrze ciekłe schłodzone |
| 1005        | Amoniak |
| 1006        | Sprężony argon |
| 1008        | Trójfluorek boru |
| 1009        | Bromotrójfluorometan (R-13B1) |
| 1010        | Butadien-1,3 |
| 1011        | Butan |
| 1012        | Butylen-1 |
| 1013        | Dwutlenek węgla |
| 1016        | Tlenek węgla |
| 1017        | Chlor |
| 1018        | Chlorodwufluorometan (R-22) |
| 1020        | Chloropięciofluoroetan (R-115) |
| 1022        | Chlorotrójfluorometan (R-13) (trójfluorochlorometan) |
| 1023        | Gaz węglowy, sprężony |
| 1026        | Cyjan |
| 1027        | Cyklopropan |
| 1028        | Dwuchlorodwufluorometan (R-12) |
| 1029        | Dwuchlorofluorometan (R-21) |
| 1032        | Dwuroetyloamina bezwodna |
| 1033        | Eter dwumetylowy (tlenek metylu) |
| 1035        | Etan |
| 1036        | Etyloamina bezwodna (monoetyloamina) |
| 1037        | Chlorek etylu (chloroetan) |
| 1038        | Etylen (schłodzony) |
| 1039        | Eter metylowo-etylowy |
| 1040        | Tlenek etylenu z azotem |
| 1041        | Tlenek etylenu |
| 1045        | Fluor, sprężony |
| 1046        | Hel, sprężony |
| 1048        | Bromowodór |
| 1049        | Wodór, sprężony |
| 1050        | Chlorowodór |
| 1051        | Cyjanowodór |
| 1052        | Kwas fluorowodorowy bezwodny (fluorowodór) |
| 1053        | Siarkowodór skroplony |
| 1055        | Izobutylen (izobuten) |
| 1056        | Krypton, sprężony |
| 1057        | Zapalniczki |
| 1060        | Mieszanina metyloacetylenu/propadienu z węglowodorami (mieszaniny Pl i P2)                                                                               |
| 1061        | Metyloamina bezwodna |
| 1062        | Bromek metylu (bromometan, monobromometan) |
| 1063        | Chlorek metylu (chlorometan) |
| 1064        | Merkaptan metylowy (metanotiol) |
| 1065        | Neon, sprężony |
| 1066        | Azot, sprężony |
| 1067        | Dwutlenek azotu NO2 (czterotlenek azotu N2O4) |
| 1069        | Chlorek nitrozylu (NOCl) |
| 1070        | Podtlenek azotu N2O (gaz rozweselający) |
| 1071        | Gaz olejowy, sprężony |
| 1072        | Tlen, sprężony |
| 1073        | Tlen (schłodzony) |
| 1075        | Gaz ziemny, skroplony |
| 1076        | Tlenochlorek węgla (fosgen) |
| 1077        | Propylen |
| 1078        | Mieszaniny F l, F2 i F3 |
| 1079        | Dwutlenek siarki |
| 1080        | Sześciofluorek siarki |
| 1083        | Trójmetyloamina |
| 1085        | Bromek winylu |
| 1086        | Chlorek winylu |
| 1087        | Eter metylowinylowy (tlenek metylowinylowy) |
| 1088        | Acetal (acetal dwuetylowy, dwuetoksy-l,1-etan) |
| 1089        | Aldehyd octowy (acetaldehyd) |
| 1090        | Aceton (dwumetyloketon) |
| 1092        | Akroleina (aldehyd akrylowy, aldehyd allilowy) |
| 1093        | Akrylonitryl |
| 1095        | Alkohol skażony (denaturat) |
| 1098        | Alkohol allilowy |
| 1099        | Bromek allilu (bromopropylen) |
| 1100        | Chlorek allilu (chloropropylen) |
| 1104        | Octan amylu (ester amylowy kwasu octowego) |
| 1105        | Pentanole I, II i III-rz. |
| 1106        | Alkohol amylowy III-rz. i inne alkohole amylowe niż III rz.                                                                                              |
| 1109        | Mrówczan amylu |
| 1112 i 1113 | Azotan amylu |
| 1114        | Benzen |
| 1120        | Alkohol n-butylowy (n-butanol) |
| 1121        | Alkohol butylowy II-rz. (butanol II-rz.) |
| 1122        | Alkohol butylowy III-rz. (butanol III-rz., 2-metylo--2-hydroksypropan, 2-metylopropanol-2)                                                               |
| 1123        | Octan n-butylu (ester butylowy kwasu octowego) |
| 1124        | Octan II-rz. butylu (ester butylowy II-rz. kwasu octowego)                                                                                               |
| 1125        | Butyloamina |
| 1126        | m-Bromobutany (bromek butylu, bromobutany) |
| 1127        | Chlorek n-butylu |
| 1128        | Mrówczan n-butylu |
| 1129        | Aldehyd masłowy (butanal-1) |
| 1131        | Dwusiarczek węgla |
| 1133        | Kleje |
| 1134        | Chlorobenzen (monochlorobenzen) |
| 1135        | Etylenochlorohydryna (chlorohydryna etylenowa) |
| 1136        | Destylaty smoły |
| 1139        | Farby ochronne |
| 1143        | Aldehyd krotonowy (krotonaldehyd, metyloakroleina) |
| 1145        | Cykloheksan |
| 1146        | Cyklopentan |
| 1147        | Dekahydronaftaleny (dekaliny) |
| 1148        | Dwuacetonoalkohol (alkohol dwuacetonowy) |
| 1149        | Eter dwubutylowy (eter n-butylowy) |
| 1150        | 1,2-Dwuchloroetylen (dwuchlorek acetylenu) |
| 1152        | Dwuchloropentan |
| 1153        | Eter dietylowy |
| 1154        | Dwuetyloamina |
| 1155        | Eter etylowy (eter dwuetylowy, eter siarkowy) |
| 1156        | Keton dietylowy |
| 1157        | Keton dwuizobutylowy |
| 1158        | Dwuizopropyloamina |
| 1159        | Eter dwuizopropylowy |
| 1160        | Dwumetyloamina w roztworze wodnym o temperaturze zapłonu niższej niż 21 °C                                                                               |
| 1161        | Węglan dwumetylu |
| 1163        | 1,1-Dwumetylohydrazyna (dimetylohydrazyna niesymetryczna, UDMH)                                                                                          |
| 1165        | Dioksan (eter dwuetylenowy) |
| 1167        | Eter dwuwinylowy |
| 1169        | Ekstrakty i aromaty |
| 1170        | Alkohol etylowy (etanol) |
| 1172        | Octan etoksyetylowy |
| 1173        | Octan etylu (ester etylowy kwasu octowego) |
| 1175        | Etylobenzen |
| 1176        | Trietylek boru |
| 1180        | Maślan n-etylu |
| 1181        | Chlorooctan etylu |
| 1182        | Chloromrówczan etylu |
| 1184        | 1,2-Dwuchloroetan |
| 1185        | Etylenoimina |
| 1190        | Mrówczan etylu |
| 1193        | Metyloetyloketon (keton etylometylowy) |
| 1195        | Propionian etylu |
| 1198        | Formaldehyd |
| 1199        | Furfurol (furfural, aldehyd furfurylowy) |
| 1202        | Olej napędowy do silników Diesla (węglowodory ciekłe o temperaturze zapłonu ponad 55 do 100 °C)                                                          |
| 1203        | Benzyna (węglowodory ciekłe o temperaturze zapłonu niższej niż 21 °C)                                                                                    |
| 1210        | Farby drukarskie o temperaturze zapłonu niższej niż 21 °C oraz o temperaturze zapłonu co najmniej 21 °C zawierające do 30% ciał stałych                  |
| 1212        | Alkohol izobutylowy (izobutanol) |
| 1213        | Octan izobutylu |
| 1218        | Izopren |
| 1219        | Alkohol izopropylowy (izopropanol) |
| 1220        | Octan izopropylu |
| 1221        | Izopropyloamina |
| 1222        | Azotan izopropylu |
| 1223        | Benzyna ciężka, nafta (węglowodory ciekłe o temperaturze zapłonu od 21 do 55 °C)                                                                         |
| 1229        | Tlenek mezytylu |
| 1230        | Alkohol metylowy (karbinol, metanol, spirytus drzewny)                                                                                                   |
| 1231        | Octan metylu |
| 1234        | Metylal (dwumetoksymetan) |
| 1235        | Metyloamina w roztworze (monometyloamina w roztworze) |
| 1238        | Chloromrówczan metylu |
| 1239        | Chlorodwumetyloeter (eter metylochlorometylowy) |
| 1242        | Dwuchlorosilan metylu |
| 1243        | Mrówczan metylu (ester metylowy kwasu mrówkowego) |
| 1245        | Metyloizobutyloketon |
| 1247        | Metakrylan metylu |
| 1248        | Propionian metylu |
| 1250        | Trójchlorosilan metylu (trójchlorometylosilan) |
| 1251        | Metylowinyloketon |
| 1264        | Paraldehyd |
| 1265        | Izopentan (pentan) |
| 1274        | Alkohol propylowy (propanol) |
| 1275        | Aldehyd propionowy (propanal) |
| 1276        | Octan propylu |
| 1279        | Dwuchlorek propylenu (1,2-dwuchloropropan) |
| 1280        | Tlenek propylenu |
| 1282        | Pirydyna |
| 1292        | Krzemian etylu |
| 1294        | Toluen (metylobenzen) |
| 1295        | Krzemochloroform (trójchlorosilan) |
| 1296        | Trójetyloamina |
| 1297        | Trójmetyloamina w roztworze |
| 1298        | Trójmetylochlorosilan |
| 1299        | Terpentyna (benzyna lakowa) |
| 1301        | Octan winylu |
| 1303        | 1,1-Dwuchloroetylen (chlorek winylidenu) |
| 1307        | Ksyleny (dwumetylobenzen) |
| 1334        | Naftalen – stały |
| 1328        | Urotropina |
| 1344        | Kwas pikrynowy |
| 1428        | Sód |
| 1495        | Chloran sodu stały |
| 1541        | Acetonocyjanohydryna (cyjanohydryna acetonu) |
| 1547        | Anilina |
| 1553        | Kwas arsenowy w roztworze wodnym |
| 1578        | Chloronitrobenzeny |
| 1580        | Chloropikryna |
| 1591        | o-Dwuchlorobenzen |
| 1593        | Chlorek metylenu (dwuchlorometan) |
| 1594        | Siarczan dwuetylu (siarczan etylu) |
| 1595        | Siarczan dwumetylu (siarczan metylu) |
| 1600        | Dwunitrotolueny |
| 1603        | Bromooctan etylu |
| 1604        | Etylenodwuamina |
| 1605        | Dwubromoetan (dwubromek etylenu, bromek etylenu) |
| 1613        | Cyjanowodór w roztworze wodnym (kwas cyjanowodorowy w roztworze wodnym zawierającym do 20% czystego kwasu)                                               |
| 1648        | Acetonitryl (cyjanek metylu) |
| 1649        | Alkilaty ołowiu i ich mieszaniny z organicznymi związkami chlorowców (ciecz etylowa, czteroetylek ołowiu, czterometylek ołowiu)                          |
| 1662        | Nitrobenzen |
| 1664        | m-Nitrotolueny |
| 1665        | Nitroksyleny |
| 1670        | Nadchlorometylomerkaptan |
| 1673        | Fenylenodwuaminy |
| 1695        | Chloroaceton |
| 1702        | 1,1,2,2-Czterochloroetan |
| 1708        | Toluidyny |
| 1709        | 2,4-Toluenodwuamina (2,4-dwuaminotoluen) |
| 1715        | Bezwodnik kwasu octowego |
| 1717        | Chlorek acetylu |
| 1727        | Dwufluorek amonu w roztworze (fluorek amonowy kwaśny w roztworze)                                                                                        |
| 1730        | Pięciochlorek antymonu |
| 1736        | Chlorek benzoilu |
| 1738        | Chlorek benzylu |
| 1742        | Fluorek boru i kwas octowy, zespolone |
| 1744        | Brom |
| 1750        | Kwasy chlorooctowe ciekłe (kwas dwuchlorooctowy, kwas jednochlorooctowy)                                                                                 |
| 1752        | Chlorek chloroacetylu |
| 1754        | Kwas chlorosulfonowy |
| 1765        | Chlorek dwuchloroacetylu |
| 1775        | Kwas fluoroborowy w roztworze wodnym zawierającym do 78% czystego kwasu                                                                                  |
| 1778        | Kwas krzemofluorowodorowy |
| 1779        | Kwas mrówkowy zawierający co najmniej 70% czystego kwasu                                                                                                 |
| 1783        | Sześciometylenodwuamina |
| 1788        | Bromowodór w roztworze (kwas bromowodorowy w roztworze)                                                                                                  |
| 1789        | Kwas solny w roztworze (chlorowodór w roztworze) |
| 1790        | Kwas fluorowodorowy w roztworze wodnym zawierającym ponad 60%, ale nie więcej niż 85% kwasu fluorowodorowego bezwodnego                                  |
| 1791        | Podchlorynu roztwór zawierający ponad 50 g aktywnego chloru na litr lub do 50 g aktywnego chloru na litr                                                 |
| 1706        | Mieszaniny nitrozowe kwasu siarkowego zawierające do 30 lub ponad 30% czystego kwasu azotowego                                                           |
| 1802        | Kwas nadchlorowy w roztworze wodnym zawierającym do 50% czystego kwasu                                                                                   |
| 1808        | Trójbromek fosforu |
| 1809        | Trójchlorek fosforu |
| 1810        | Tlenochlorek fosforu |
| 1814        | Ług potasowy (wodorotlenek potasu) |
| 1815        | Chlorek propionylu |
| 1818        | Czterochlorek krzemu |
| 1819        | Glinian sodu w roztworze |
| 1824        | Ług sodowy (wodorotlenek sodu w roztworze) |
| 1828        | Dwuchlorek dwusiarki i dwuchlorek dwusiarki stabilizowany                                                                                                |
| 1829        | Bezwodnik kwasu siarkowego (trójtlenek siarki) |
| 1830        | Kwas siarkowy zawierający do 85% czystego kwasu |
| 1831        | Oleum (kwas siarkowy dymiący) |
| 1832        | Kwas siarkowy odpadkowy, całkowicie zdenitrowany |
| 1834        | Chlorek sulfurylu |
| 1836        | Chlorek tionylu |
| 1838        | Czterochlorek tytanu |
| 1842        | Kwas octowy lodowaty i jego roztwory zawierające ponad 80% czystego kwasu                                                                                |
| 1846        | Czterochlorek węgla (czterochlorometan) |
| 1848        | Kwas propionowy |
| 1849        | Siarczek sodu w roztworze |
| 1863        | Paliwo lotnicze |
| 1866        | Żywice w roztworze, w cieczach zapalnych o temperaturze zapłonu niższej niż 21 °C lub o temperaturze zapłonu od 21 do 100 °C z zawartością do 30% żywicy |
| 1873        | Kwas nadchlorowy w roztworze wodnym zawierającym ponad 50%, ale nie więcej niż 72,5% czystego kwasu                                                      |
| 1886        | Chlorek benzylidenu |
| 1888        | Chloroform (trójchlorometan) |
| 1891        | Bromek etylu (bromoetan) |
| 1908        | Chloryn sodu w roztworze |
| 1915        | Cykloheksanon |
| 1916        | 2,2-Dwuchloroetyloeter (eter dwuchloroetylowy) |
| 1917        | Akrylan etylu |
| 1918        | Kumen (izopropylobenzen) |
| 1919        | Akrylan metylu |
| 1921        | Propylenoimina |
| 1935        | Cyjanki nieorganiczne w roztworach |
| 1940        | Kwas tioglikolowy |
| 1951        | Argon (schłodzony) |
| 1958        | Dwuchloroczterofluoroetan (R 114) |
| 1959        | 1,1-Dwufluoroetylen (R 1132a) |
| 1962        | Etylen |
| 1963        | Hel ciekły (schłodzony) |
| 1965        | Mieszaniny węglowodorów (gazy skroplone), mieszaniny A, AO, Al, B i C                                                                                    |
| 1969        | Izobutan |
| 1972        | Gaz ziemny (metan) schłodzony |
| 1973        | Mieszanina gazów R 502 |
| 1974        | Bromochlorodwufluorometan (chlorodwufluorobromometan) (R 12 B1)                                                                                          |
| 1977        | Azot (schłodzony) |
| 1978        | Propan |
| 1984        | Trójfluorometan (R 23) (fluoroform) |
| 1987        | Alkohole ciekłe nie trujące, czyste lub w mieszaninach (alkohol 2-etylobutylowy, alkohol 2-etyloheksylowy, heptanole, heksanole, oktanole)               |
| 1989        | Aldehyd heptylowy (heptanal) |
| 1990        | Benzaldehyd (aldehyd benzoesowy) |
| 1991        | Chloropren (chlorobutadien) |
| 2014        | Nadtlenek wodoru w roztworze wodnym zawierającym ponad 6%, ale nie więcej niż 60% nadtlenku wodoru (roztwór nadtlenku wodoru)                            |
| 2015        | Nadtlenek wodoru stabilizowany i w roztworze wodnym zawierającym ponad 60% nadtlenku wodoru stabilizowanego                                              |
| 2019        | Chloroaniliny ciekłe |
| 2021        | Dwuchlorofenole (o-chlorofenol) |
| 2022        | Kwas krezolowy |
| 2023        | Epichlorohydryna |
| 2029        | Hydrazyna w roztworach wodnych zawierających ponad 64%, ale nie więcej niż 72% hydrazyny                                                                 |
| 2030        | Hydrazyna w roztworze wodnym zawierającym nie więcej niż 64% hydrazyny                                                                                   |
| 2031        | Kwas azotowy zawierający ponad 55%, ale nie więcej niż 70% czystego kwasu                                                                                |
| 2032        | Kwas azotowy zawierający ponad 70% czystego kwasu |
| 2045        | Aldehyd izomasłowy |
| 2047        | Dwuchloropropen |
| 2048        | Dwucyklopentadien techniczny |
| 2849        | Dwuetylobenzen |
| 2050        | Dwuizobutyleny |
| 2053        | Metyloizobutylokarbinol (alkohol metyloamylowy) |
| 2055        | Styren (winylobenzen) |
| 2056        | Czterowodorofuran (tetrahydrofuran) |
| 2057        | Propylenu trimer (trój propylen) |
| 2073        | Amoniak rozpuszczony w wodzie z zawartością ponad 35%, ale nie większą niż 50% amoniaku                                                                  |
| 2074        | Akryloamid w roztworze |
| 2075        | Aldehyd trójchlorooctowy (chloral bezwodny) |
| 2076        | Krezole (metylofenole) |
| 2078        | 2,4-Toluenodwuizocyjanian (2-4-dwuizocyjanianotoluen) |
| 2116        | Wodoronadtlenek kumenu zawierający do 95% nadtlenku |
| 2125        | Wodoronadtlenek p-mentanu zawierający do 95% nadtlenku                                                                                                   |
| 2162        | Wodoronadtlenek pinanu zawierający do 95% nadtlenku |
| 2171        | Wodoronadtlenek dwuizopropylobenzenu |
| 2187        | Dwutlenek węgla ciekły (schłodzony) |
| 2205        | Adyponitryl (nitryl kwasu adypinowego) |
| 2219        | Eter alliloglicydowy |
| 2222        | Anizol (metoksybenzen) |
| 2226        | Chlorek benzylidynu (fenylochloroform) |
| 2227        | Metakrylan butylu |
| 2233        | p-Chloro-o-anizydyna |
| 2238        | Chlorotolueny (o-, m-, p-) |
| 2243        | Octan cykloheksylu |
| 2245        | Cyklopentanon |
| 2248        | Dwu (n-butylo) amina |
| 2251        | Dwucykloheptadien |
| 2253        | N.N-Dwumetyloanilina |
| 2256        | Cykloheksen |
| 2257        | Potas |
| 2258        | Propylenodwuamina (1,2-dwuaminopropan) |
| 2259        | Trójetylenoczteroamina |
| 2260        | Trójpropyloamina |
| 2261        | Ksylenole (dwumetylofenole) |
| 2264        | N.N-Dwumetylocykloheksyloamina |
| 2269        | Dwupropylenotrójamina |
| 2270        | Etyloamina w roztworze 50 do 70% |
| 2271        | Etyloamyloketon |
| 2272        | N-Etyloanilina |
| 2276        | 2-Etyloheksyloamina |
| 2277        | Metakrylan etylu |
| 2279        | Sześciochlorobutadien |
| 2283        | Metakrylan izobutylu |
| 2284        | Nitryl kwasu izomasłowego |
| 2295        | Chlorooctan metylu |
| 2296        | Metylocykloheksan |
| 2297        | Metylocykloheksanon |
| 2298        | Metylocyklopentan |
| 2299        | Dwuchlorooctan metylu |
| 2300        | 2-Metylo-5-etylopirydyna |
| 2301        | 2-Metylofuran |
| 2303        | a-Metylostyren (2-fenylopropen) |
| 2304        | Naftalen w stanie stopionym |
| 2308        | Kwas nitrozylosiarkowy w roztworze siarkowym |
| 2311        | Fenetydyny (etoksyaniliny) |
| 2312        | Fenol stopiony |
| 2319        | Olejek terpentynowy (terpentyna oczyszczona) |
| 2321        | Trójchlorobenzeny ciekłe |
| 2324        | Trójizobutylen |
| 2325        | 1,3,5-Trójmetylobenzen (mezytylen) |
| 2334        | Alliloamina |
| 2348        | Akrylan n-butylu |
| 2353        | Chlorek kwasu masłowego (chlorek butyrylu) |
| 2356        | Chlorek izopropylu (2-chloropropan) |
| 2357        | Cykloheksyloamina |
| 2361        | Dwuizobutyloamina |
| 2363        | Merkaptan etylowy |
| 2364        | n-Propylobenzen |
| 2366        | Węglan dwuetylu |
| 2367        | Aldehyd ot-metylowalerianówy |
| 2381        | Dwusiarczek dwumetylu |
| 2386        | 1-Etylopiperydyna |
| 2387        | Fluorobenzen |
| 2388        | Fluorotolueny |
| 2412        | Czterowodorotiofen (tetrahydrotipfen) |
| 2416        | Boran trójmetylu |
| 2426        | Azotan amonu, gorący stężony roztwór wodny |
| 2427        | Chloran potasu w roztworze |
| 2428        | Chloran sodu w roztworze |
| 2429        | Chloran wapnia w roztworze |
| 2430        | Alkilofenole |
| 2431        | o-Anizydyna (o-metoksyanilina) |
| 2432        | N,N-Dwuetyloanilina (N,N-dwuetylofenyloamina) |
| 2433        | Chloronitrotolueny |
| 2438        | Chlorek piwaloilu (chlorek kwasu trójmetylooctowego) |
| 2442        | Chlorek trójchloroacetylu |
| 2443        | Tlenotrójchlorek wanadu w roztworze |
| 2446        | m-Nitrokrezole |
| 2447        | Fosfor biały stopiony |
| 2448        | Siarka w stanie stopionym |
| 2483        | Izocyjanian izopropylu |
| 2484        | Izocyjanian III-rz. butylu |
| 2485        | Izocyjanian n-butylu |
| 2486        | Izocyjanian izobutylu |
| 2512        | Aminofenole |
| 2513        | Bromek bromoacetylu |
| 2514        | Bromobenzen (bromek fenylu) |
| 2515        | Bromoform |
| 2516        | Czterobromek węgla |
| 2517        | 1,1,1-Chlorodwufluoroetan (R 142b) |
| 2520        | Cyklooktadien |
| 2521        | Dwuketen |
| 2522        | Metakrylan dwumetyloaminoetylu |
| 2524        | orto-Mrówczan. etylu |
| 2525        | Szczawian etylu |
| 2527        | Akrylan izobutylu |
| 2528        | Izomaślan izobutylu |
| 2530        | Bezwodnik kwasu izomasłowego |
| 2533        | Trójchlorooctan metylu |
| 2535        | Metylomorfolina |
| 2536        | Metyloczterowodorofuran |
| 2539        | Aldehyd oktylowy (oktanal) |
| 2542        | Trójbutyloamina |
| 2584        | Kwasy alkilosultonowe lub arylosultonowe zawierające ponad 3% wolnego kwasu siarkowego                                                                   |
| 2608        | Nitropropany (mononitropropany) |
| 2643        | Bromooctan metylu |
| 2661        | Sześciochloroaceton |
| 2664        | Bromek metylenu (dwubromometan) |
| 2669        | Chlorokrezole |
| 2688        | l-Chloro-3-bromopropan |
| 2730        | Nitroanizole |
| 2739        | Bezwodnik kwasu masłowego |
| 2747        | Chloromrówczan III-rz. butylocykloheksylu |
| 2748        | Chloromrówczan 2-heksyloetylu |
| 2758        | Pestycydy na bazie karbaminianu (związki i preparaty) trujące o temperaturze zapłonu niższej niż 32 °C                                                   |
| 2762        | Pestycydy organiczne zawierające chlor (związki i preparaty) trujące o temperaturze zapłonu niższej niż 32 °C                                            |